# Typha provincialis
Typha provincialis är en kaveldunsväxtart som beskrevs av Aimée Antoinette Camus. Typha provincialis ingår i släktet kaveldun, och familjen kaveldunsväxter. Inga underarter finns listade i Catalogue of Life.